# Carta de los Normandos

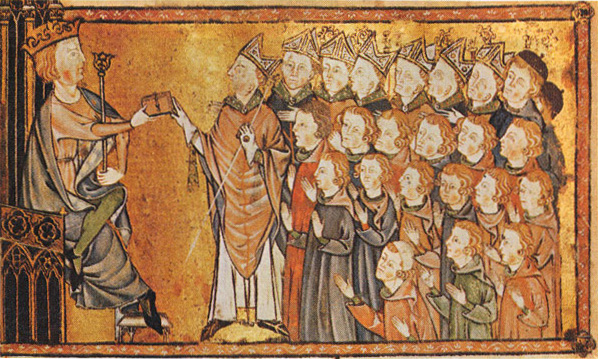
La concesión de la Carta de los Normandos.

La Carta de los Normandos, o Carta Normanda,es un documento de concesión de ciertos derechos o privilegios a los normandos, fechada el 19 de marzo de 1315, firmada por el rey Luis X de Francia y I de Navarra y que, en respuesta a las demandas de barones normandos, se confirma en todos los términos en julio de 1315.
Para serenar las habituales revueltas de los normandos, el rey reconoció la singularidad de Normandía, y esta carta, así como la segunda de 1339, haciéndos eco de la Carta Magna o Cara de libertades inglesas, será considerada hasta 1789 como el símbolo de la particularidad normanda.

## Contexto
En 1314, Felipe IV de Francia había establecido un nuevo impuesto para financiar una expedición flamenca. Esta nueva contribución, considerada desproporcionada con respecto a lo que estaba en juego, provocará una ola de protestas en todo el reino. Para apaciguar los ánimos, el sucesor de Felipe IV, su hijo Luis X, concedió entonces una serie de cartas provinciales. La Carta de los normandos es la primera de ellas.
Se verá continuada por:
- las dos cartas de los languedocianos, de 11 de abril de 1315 y enero de 1316;
- la carta de los bretones, de marzo de 1315;
- las dos cartas de los borgoñones, de abril de 1315 y 17 de mayo de 1315;
- las dos cartas de los champañeses. de mayo de 1315 y marzo de 1316;
- la carta de los auvernios, de septiembre de 1315, reproducida para beneficio de toda la Marca Inferior —a saber, Poitou, Turena, Anjou, Maine, Saintonge y Angoumois—;
- la carta de berrichones, de marzo de 1316; y
- la carta de los niverneses, de mayo de 1316.[4]

## Versiones
Tres versiones de la Carta de los normandos aparecen en la colección de Ordenanzas de los reyes de Francia. Dos están fechados 19 de marzo de 1315: uno, en latín, tiene catorce artículos; el otro, en francés, tiene veinticuatro. El tercero, en latín, tiene veinticuatro artículos y está fechado en Vincennes, julio de 1315.

## Contenido
Esta carta, que ahora ocupará un papel fundamental en la conciencia colectiva y en el imaginario normando, ha alcanzado el rango de mito para convertirse en el símbolo mismo de la protesta normanda, aunque sea violada periódicamente y, con el tiempo, los normandos olvidó su contenido. Ofrece a la provincia garantías en materia jurídica, fiscal y judicial, y será esgrimido periódicamente durante los períodos de crisis y, en particular, cuando se trata de oponer la especificidad normanda al centralismo real. Rara vez dirigida contra el poder mismo, la protesta se expresa más bien contra sus manifestaciones.
La carta de 1315, luego la de 1339, les garantizaba el derecho a no ser nunca citados ante una jurisdicción distinta de la de su provincia. Cuando una orden real violaba alguna disposición, la reserva expresa añadida a ella recordaba la existencia de este derecho, aun cuando fuera violado: A pesar del clamor de haro y de la carta normanda.
- Los dos primeros artículos de la Carta se refieren a la cuestión monetaria.[11] Desde el siglo XI, todos los normandos pagaban al duque el monedaje, un impuesto directo de doce dineros por fuego cada tres años; a cambio, el duque renunció a su derecho a quebrar la moneda.[12]
  - El artículo 2 se refiere al fogaje.[11] Precisa que se recaudará según la costumbre, es decir por una cantidad fija, de doce dineros por fuego, acompañada de numerosas exenciones que el rey ahora se compromete a respetar.[11]

- Los artículos 3 y 4 se refieren a la cuestión militar.[13] El artículo 4 se refiere a la hueste.[13] El rey renuncia a exigir a sus vasallos más del servicio que deben según la costumbre, es decir cuarenta días.[13]

- Los artículos 5 y 6 se refieren a la propiedad privada.[14]

- El artículo 9 se refiere al derecho de tiers-et-danger,[a] un doble derecho que se debe al rey sobre la extracción y venta de la madera de su dominio; excluye la madera muerta —es decir, madera verde de menor calidad (sauce, espinos, alisos, enebros y zarzas) así como los árboles caídos por la tormenta.[15][16]

- El artículo 13 se refiere al derecho de naufragio.[17]

- El artículo 15 limita el uso de la tortura.[18]

- El artículo 16 regula la remuneración de los abogados.[18]

- El artículo 18 reconoce a los Normands el derecho de ser juzgado en Normandía, según la costumbre normanda y, como último recurso, ante el echiquier;[19] éste vuelve a ser un tribunal soberano, sus decisiones no eran ya más susceptibles de apelaciones ante el Parlamento de París.[20]

- El artículo 20, a las retiradas feudales y de linajes.[17]

- El artículo 22 tiene rasgo a la cuestión fiscal.[21] Reconoce el derecho del rey a percibir las ayudas habituales atestiguadas, por primera vez, en 1190 y conocidas, en el siglo XIII  como las «tres ayudas féudales», las «tres ayudas capitales» o las «tres ayudas de Normandía».[22] El rey renuncia a levantar nuevos impuestos «salvo en caso de gran necesidad».[21]

## Confirmaciones
La Carta de los normandos fue confirmada por el rey Felipe VI de Francia en 1339 después por su hijo el duque Juan de Normandía. El rey Carlos V no confirmó la carta a diferencia de su hijo y sucesor, el rey Carlos VI, que la confirmó el 25 de enero de 1381. Durante la Guerra de los Cien Años, la carta fue confirmada por el rey Enrique V de Inglaterra en 1419, después por el duque Juan de Bedford, regente del Reino de Francia, en nombre del rey Enrique VI de Inglaterra el 16 de noviembre de 1423.
Al término de la guerra de los Cien Años, el rey de Francia, Carlos VII, toma posesión de Normandía. Comienzo octubre de 1449, llega a Pont-de-l'Arche. La ciudad de Ruan envía una delegación conducida por el arzobispo Raoul Roussel con el fin de negociar las condiciones de su redición. El rey se compromete a mantener los privilegios de la Iglesia de Rouen y aquellos de la ciudad así como a confirmar la Carta de los Normandos y el resto del derecho consuetudinario normando. Pero el rey tarda en respetar su promesa y, el 25 de junio de 1451, la ciudad de Rouen envía una nueva delegación a Torres para encontrarlo y obtener de éste confirmación de la carta. El rey ordena una reunión de comisarias, a Vernon, el 1 de agosto de 1451. En otoño 1452 de en France, los estados de Normandía piden la confirmación de la carta. Finalmente, el rey no la confirma que en abril de 1458. Su hijo y sucesor, el rey Luis XI la confirma el 4 de enero de 1462. A instancias de los estados de Normandía. Durante los estados generales de Torres, en 1484, la carta es evocada apenas pero los hilos y sucesor de Luis XI, el rey Carlos VIII la confirma el 27 de abril de 1485.
La carta es confirmada luego por Luis XII el 30 de septiembre de 1508 y el 2 de octubre de 1508, por Francisco I en 1517, por Enrique II en 1550, y, finalmente, por Enrique III en abril de 1579. Respetada durante mucho tiempo, esta carta cesó de ser vigente al finalizar el XVI siglo y no fue realmente abolida hasta el reinado de Luis XIV, aunque continuó sin embargo figurando en las ordenanzas y los privilegios del rey hasta en 1789.

## Archivos
El original de la carta no nos ha llegado. Su copia más antigua conocida se conserva en los Archivos departamentales de Calvados, en los fondos de la abadía de Saint-Martin de Troarn. 